# 劉蓉
劉 蓉（りゅう よう、Liu Rong、1816年 - 1873年）は、清末の官僚。桐城派の文人。字は孟容、号は霞仙。長沙府湘郷県（現在の湖南省婁底市婁星区万宝鎮）の出身。
曽国藩の幕僚となり、郭嵩燾・羅沢南らと親しく交流した。1855年には太平天国の石達開が湘軍の水軍を攻撃し、100隻余りを焼き討ちし、曽国藩の船も捕えられた。曽国藩は憤激のあまり敵軍に突入して死ぬと言ったが、劉蓉らが押しとどめた。
1861年、四川総督駱秉章の幕僚となり、軍事と政治の両面で功績を重ねて四川布政使となった。1863年、大渡河で石達開軍と戦って勝利をおさめ、石達開を捕らえた。
1863年、陝西巡撫に昇進した。しかし、1866年に灞橋で張宗禹率いる捻軍と戦って敗れたため、解任されて故郷に帰った。

## 著作
- 『思弁録疑義』
- 『養晦堂詩文集』